# Доган Алемдар
Доган Алемдар (тур. Doğan Alemdar, нар. 29 жовтня 2002, Коджасінан) — турецький футболіст, воротар французького клубу «Ренн».
Виступав, зокрема, за клуб «Кайсеріспор», а також національну збірну Туреччини.

## Клубна кар'єра
Народився 29 жовтня 2002 року в місті Дістретто-ді-Оказінан. Вихованець футбольної школи клубу «Кайсеріспор». Дорослу футбольну кар'єру розпочав 2019 року в основній команді того ж клубу, в якій провів два сезони, взявши участь у 29 матчах чемпіонату. 
До складу клубу «Ренн» приєднався 2021 року. Станом на 7 червня 2022 року відіграв за команду з Ренна 12 матчів в національному чемпіонаті.

## Виступи за збірні
У 2019 році дебютував у складі юнацької збірної Туреччини (U-17), загалом на юнацькому рівні взяв участь у 6 іграх, пропустивши 6 голів.
З 2021 року залучався до складу молодіжної збірної Туреччини. На молодіжному рівні зіграв у 3 офіційних матчах, пропустив 5 голів.
У 2022 році дебютував в офіційних матчах у складі національної збірної Туреччини.
| Дата       | Місто     | Господарі | Результат | Гості     | Турнір                                    | Голи | Примітки |
| ---------- | --------- | --------- | --------- | --------- | ----------------------------------------- | ---- | -------- |
| 7-6-2022   | Вільнюс   | Литва     | 0 – 6     | Туреччина | Ліга націй УЄФА 2022—2023 - груповий етап | -    |          |
| 19-11-2022 | Газіантеп | Туреччина | 2 – 1     | Чехія     | товариський матч                          | -1   |          |
| Усього     |           | Матчів    | 2         |           | Голів                                     | -1   |          |